# Maneater (chanson de Nelly Furtado)
Pour les articles homonymes, voir Maneater.
Singles de Nelly Furtado
Promiscuous
(2006) Say It Right
(2006)
Maneater est une chanson interprétée par la chanteuse luso-canadienne Nelly Furtado qu'elle a écrite et composée avec Tim Mosley, Nate Hills et Jim Beanz (en). Sortie en single en mai 2006, elle est extraite de l'album Loose.
Elle connaît un succès international, notamment en Europe. Elle arrive en tête des ventes au Royaume-Uni.

## Distinctions
Maneater a reçu plusieurs nominations: aux MTV Europe Music Awards en 2006 dans la catégorie Meilleure chanson, aux NRJ Music Awards 2007 dans la catégorie Chanson internationale de l'année,. Aux MTV Video Music Awards 2007, Nelly Furtado est nommée deux fois, avec Maneater et Say It Right, dans la catégorie Artiste féminine de l'année.
Le clip de Maneater, réalisé par Anthony Mandler, a quant à lui reçu une nomination aux MTV Australia Video Music Awards 2007 dans la catégorie Vidéo la plus sexy.

## Dans la culture
Cette chanson est présente dans le jeu Just Dance 4.

## Classements et certifications

### Classements hebdomadaires
| Classement (2006)                       | Meilleure position |
| --------------------------------------- | ------------------ |
| Allemagne (GfK Entertainment)           | 4                  |
| Australie (ARIA)                        | 3                  |
| Autriche (Ö3 Austria Top 40)            | 3                  |
| Belgique (Flandre Ultratop 50 Singles)  | 9                  |
| Belgique (Wallonie Ultratop 50 Singles) | 4                  |
| Écosse (OCC)                            | 3                  |
| États-Unis (Billboard Hot 100)          | 16                 |
| États-Unis (Hot Dance Club Songs)       | 1                  |
| Finlande (Suomen virallinen lista)      | 7                  |
| France (SNEP)                           | 14                 |
| Irlande (IRMA)                          | 2                  |
| Italie (FIMI)                           | 10                 |
| Norvège (VG-lista)                      | 3                  |
| Nouvelle-Zélande (RMNZ)                 | 2                  |
| Pays-Bas (Nederlandse Top 40)           | 10                 |
| Pays-Bas (Single Top 100)               | 11                 |
| Royaume-Uni (UK Singles Chart)          | 1                  |
| Suède (Sverigetopplistan)               | 10                 |
| Suisse (Schweizer Hitparade)            | 3                  |

### Certifications
| Pays                       | Certification | Date       | Unités certifiées |
| -------------------------- | ------------- | ---------- | ----------------- |
| Allemagne (BVMI)           | Platine       | 2018       | 300 000           |
| Australie (ARIA)           | Or            | 2006       | 35 000            |
| Belgique (BEA)             | Or            | 06/01/2007 | 25 000            |
| Brésil (Pro-Música Brasil) | Platine       | 2024       | 60 000            |
| Canada (Music Canada)      | 5 × Platine   | 21/02/2024 | 400 000           |
| Danemark (IFPI)            | Platine       | 21/12/2006 | 8 000             |
| Espagne (Promusicae)       | Or            | 12/2024    | 30 000            |
| États-Unis (RIAA)          | 2 × Platine   | 08/09/2022 | 2 000 000         |
| Italie (FIMI)              | Or            | 2024       | 50 000            |
| Mexique (AMPROFON)         | Platine       | 17/11/2021 | 60 000            |
| Nouvelle-Zélande (RMNZ)    | 3 × Platine   | 13/02/2025 | 90 000            |
| Royaume-Uni (BPI)          | 3 × Platine   | 15/08/2025 | 1 800 000         |
| Suède (GLF)                | Platine       | 2006       | 20 000            |
| Suisse (IFPI)              | Or            | 2007       | 15 000            |